# Futbolista americà de l'any
El premi al futbolista americà de l'any és un guardó anual amb el qual es premia al millor jugador sud-americà de futbol del continent, inicialment, i al millor jugador dels que juguen a Amèrica, actualment. Els premis començaren a atorgar-se el 1971 per diari veneçolà "El Mundo", i arribaren a ésser considerats oficials fins al 1985. Des del 1986, el diari uruguaià "El País" escull al "Rei del futbol americà", que des d'aleshores és considerat com el premi oficial.

## Guanyadors

### Escollits pel diari "El Mundo" (deVeneçuela)
Des de 1986 es consideren no oficials
| Any  | Futbolista             | Club                      |
| ---- | ---------------------- | ------------------------- |
| 1971 | Tostão                 | Cruzeiro                  |
| 1972 | Teófilo Cubillas       | Alianza Lima              |
| 1973 | Pelé                   | Santos FC                 |
| 1974 | Elías Figueroa         | Internacional             |
| 1975 | Elías Figueroa         | Internacional             |
| 1976 | Elías Figueroa         | Internacional             |
| 1977 | Zico                   | Flamengo                  |
| 1978 | Mario Kempes           | València CF               |
| 1979 | Diego Maradona         | Argentinos Jrs.           |
| 1980 | Diego Maradona         | Argentinos Jrs.           |
| 1981 | Zico                   | Flamengo                  |
| 1982 | Zico                   | Flamengo                  |
| 1983 | Sócrates (futbolista)  | Corinthians               |
| 1984 | Enzo Francescoli       | River Plate               |
| 1985 | Romerito               | Fluminense                |
| 1986 | Diego Armando Maradona | SSC Napoli                |
| 1987 | Carlos Valderrama      | Deportivo Cali            |
| 1988 | Rubén Paz              | Racing Club de Avellaneda |
| 1989 | Diego Armando Maradona | SSC Napoli                |
| 1990 | Diego Armando Maradona | SSC Napoli                |
| 1991 | Gabriel Omar Batistuta | Fiorentina                |
| 1992 | Diego Armando Maradona | Sevilla FC                |

### Escollits pel diari "El País" (de l'Uruguai)
| Any  | Futbolista                  | Club                    |
| ---- | --------------------------- | ----------------------- |
| 1986 | Antonio Alzamendi           | River Plate             |
| 1987 | Carlos Valderrama           | Deportivo Cali          |
| 1988 | Rubén Paz                   | Racing Club             |
| 1989 | Bebeto                      | Vasco da Gama           |
| 1990 | Raúl Vicente Amarilla       | Olimpia                 |
| 1991 | Oscar Ruggeri               | Vélez Sarsfield         |
| 1992 | Raí                         | São Paulo FC            |
| 1993 | Carlos Valderrama           | Atlético Junior         |
| 1994 | Cafú                        | São Paulo FC            |
| 1995 | Enzo Francescoli            | River Plate             |
| 1996 | José Luis Chilavert         | Vélez Sarsfield         |
| 1997 | Marcelo Salas               | River Plate             |
| 1998 | Martín Palermo              | Boca Juniors            |
| 1999 | Javier Saviola              | River Plate             |
| 2000 | Romário                     | Vasco da Gama           |
| 2001 | Juan Román Riquelme         | Boca Juniors            |
| 2002 | José Cardozo                | Club Toluca             |
| 2003 | Carlos Tévez                | Boca Juniors            |
| 2004 | Carlos Tévez                | Boca Juniors            |
| 2005 | Carlos Tévez                | Corinthians             |
| 2006 | Matías Fernández            | Colo-Colo               |
| 2007 | Salvador Cabañas            | América                 |
| 2008 | Juan Sebastián Verón        | Estudiantes de La Plata |
| 2009 | Juan Sebastián Verón        | Estudiantes de La Plata |
| 2010 | Andrés Nicolás D'Alessandro | Estudiantes de La Plata |
| 2011 | Neymar                      | Santos FC               |